# Чоп, Боян
Бо́ян Чоп (23 мая 1923, Любляна — 3 августа 1994, Любляна) — словенский языковед.

## Биография
В 1951 году Чоп стал ассистентом на отделении общего и сравнительного языкознания философского факультета Люблянского университета. После отставки профессора Карела Оштира стал преподавать сравнительную грамматику славянских языков с акцентом  на современных направлениях, таких как ларингальная теория и индоевропейская диалектология. В 1971 получил степень доктора на философском факультете Люблянского университета. После 1970 года читал лекции по теории индевропейско-уральского родства. Стал ординарным профессором в 1972 году, в 1990-м из-за болезни ушёл на пенсию.
В 1966 году стал заведующим отделении сравнительного языкознания и ориенталистики, а с 1976-го — членом Словенской академии наук и искусств. Первоначально занимался этимологией индоевропейских языков, в первую очередь греческого, но потом занялся изучением памятников анатолийских языков. Позже написал ряд работ о грамматике и диалектологии индоевропейских языков.
Чоп развивал некоторые новые направления сравнительного языкознания и внёс существенный вклад в его развитие.

## Основные работы
- Die indouralische Sprachverwandtschaft und die indogermanische Laryngaltheorie, Ljubljana, 1970.
- Indogermanica minora I, Ljubljana, 1971.
- Oštirs Sprachwissenschaftliches Ideewelt, Linguistica, 13, 1973, 13–96 (Karel Oštir - in memoriam).
- Prispevek k zgodovini labialnih pripon v indoevropskih jezikih / Beitrag zur Geschichte der Labialsuffixe in den indogermanischen Sprachen : (razširjena doktorska disertacija), Ljubljana, 1973.
- Indouralica I., Ljubljana, 1974.
- Die indogermanische Deklination im Lichte der indouralischen vergleichenden Grammatik, Ljubljana, 1975.
- Miscellanea Tocharologica I., Ljubljana, 1975.
- Studien im tocharischen Auslaut I., Ljubljana, 1975.
- Indogermanisch-Anatolisch und Uralisch, Hethitisch und Indogermanisch. Vergleichende Studien zur historischen Grammatik und zur dialektgeographischen Stellung der indogermanischen Sprachgruppe Altkleinasiens, Innsbruck, 1979, 9–24.
- Sur l’origine des thèmes pronominaux sigmatiques del langues indo-européennes, Linguistica, 22, 1981, 73–103.
- Indouralica XVII (Quelques réflexions sur le vocalisme indo-européen), Razprave SAZU (Classis II), 13, 1990, 21–46.